# Éder Fialho
Éder Moreno Fialho (Rio de Janeiro, 4 de maio de 1973) é um maratonista brasileiro, medalhista de bronze na maratona dos Jogos Pan-Americanos de 1999 em Winnipeg, no Canadá. É considerado um dos mais regulares maratonistas brasileiros.
Éder compete pelo Flamengo do Rio de Janeiro. Esteve no Mundial de Atenas, conquistou a medalha de bronze no Pan-Americano de Winnipeg em 1999 e já correu a maratona três vezes em menos de 2h10min.
Na prova em que conquistou o bronze nos Jogos Pan Americanos, ele estava em terceiro lugar na prova, quando sentiu uma dor de barriga e teve que fazer uma parada numa moita. Perdeu mais de um minuto, voltou em sétimo mas, se recuperou, e ficou com o bronze. Após a prova, explicou que o problema foi o catchup do macarrão na noite anterior.